# Hebefustis robustus
Hebefustis robustus är en kräftdjursart som beskrevs av Yakov Avadievich Birstein1963. Hebefustis robustus ingår i släktet Hebefustis och familjen Nannoniscidae. Inga underarter finns listade i Catalogue of Life.